# أوين باتلر
أوين باتلر (بالإنجليزية: Owen Butler)‏ (15 سبتمبر 1975 - ) هو لاعب كريكت أيرلندي. شارك مع منتخب أيرلندا للكريكت.